# Personaggi di Sin City

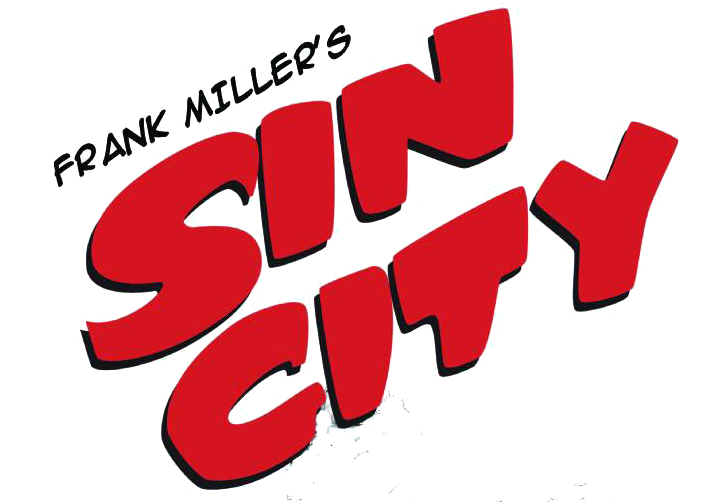
Logo

## Protagonisti maschili
- Marv. Frank Miller, creatore della serie di Sin City, definì questo personaggio un Conan in a trench coat, un Conan il Barbaro in trench. Marv, di cui non conosce il cognome, è il protagonista del volume I (Un duro addio), e ricompare sia nel volume II (Una donna per cui uccidere) come aiutante di Dwight McCarthy sia in due storie del volume VI (Alcol, pupe & pallottole). Della sua vita sappiamo che ha in vita la madre, cui è molto affezionato e che vive chiusa in una vecchia casa buia nel centro di Basin City; rimasto mentalmente per alcuni versi quasi allo stadio infantile, Marv è molto legato ad una vecchia pistola, una Colt M1911 che chiama Gladys, custodita teneramente sotto il proprio letto. Rinchiuso in carcere alcuni anni, all'uscita è stato affidato all'assistente sociale Lucille che lo segue costantemente, curandolo a volte con pillole di farmaci neurolettici. Marv da bambino ha frequentato una scuola di suore cattoliche, e possiamo dedurre che sia (o sia stato) religioso dal particolare del crocifisso che porta al collo e dal cameo in cui entra in una chiesa dove poi ucciderà un sacerdote confessore. Marv è anche l'uccisore, tra gli altri, del cardinale Pathrick Henry Roark. Nella versione cinematografica del fumetto, girata da Robert Rodriguez nel 2005, il ruolo di Marv è interpretato da Mickey Rourke.
- Dwight McCarthy. Personaggio del volume II (Una donna per cui uccidere), del volume III (Un'abbuffata di morte) e del volume V (Affari di famiglia), compare anche in due racconti del volume VI (Alcol, pupe & pallottole). Fotografo dai turbolenti ma misteriosi trascorsi, lavora per il fotografo scandalistico Agamemnon. Vive totalmente solo, in astinenza dalle donne e dal vino, finché non rivede, dopo un periodo indeterminato di lontananza, la sua vecchia fiamma, una donna bellissima chiamata Ava Lord. Per lei commetterà follie, credendola vittima di un ricco maniaco sadico: scoprirà troppo tardi che lei si è presa gioco di molte persone per i suoi loschi scopi. Ridotto ecce Homo dagli scontri nella villa di Ava Lord, Dwight verrà rimesso in sesto dalle ragazze della Città Vecchia e dalla sua vecchia amica Gail. Così il suo aspetto cambierà enormemente: originariamente rasato a zero, il nuovo Dwight compare con una folta capigliatura e il volto completamente trasformato grazie ad un intervento di chirurugia plastica; negli episodi seguenti Dwight sarà sempre al servizio delle ragazze della Città Vecchia, e della loro comandante Gail, a fianco della piccola e letale Miho. Dwight indossa sempre delle scarpe facilmente riconoscibili come All Stars classiche della Converse, rosse nelle tavole a colori. Fra l'altro, si intuisce fin dalle prime tavole che segua le competizioni di basket del NBA. Nella versione cinematografica del fumetto del 2005 la parte di Dwight è interpretata da Clive Owen, mentre nel sequel del 2014 è interpretata da Josh Brolin.
- John Hartigan. Poliziotto di Basin City, sposato senza figli con una donna di nome Eileen, soffre di angina pectoris ed è sulla sessantina quando entra in scena, nel volume IV (Quel bastardo giallo). Sta per andare in pensione, quando si sente in dovere di salvare la bambina di 11 anni Nancy Callahan dalle grinfie del maniaco Roark Junior, con il quale ha un concitato scontro a fuoco che termina con la mutilazione del Roark ed il ferimento dello stesso Hartigan. Messosi contro il potentissimo senatore Roark, a cui ha deturpato il figlio unigenito (che poteva essere il primo Roark a diventare Presidente degli Stati Uniti), viene accusato della violenza sessuale su Nancy e di altri orribili reati che lo additano allo sdegno dei benpensanti. Tuttavia, Hartigan si rifiuta, nonostante le torture inflittegli in carcere, a firmare una confessione, e viene rinchiuso otto anni in carcere di massima sicurezza, con solo la consolazione delle lettere anonime della piccola Nancy, una delle poche persone che sapendo la verità lo apprezza ancora. Quando non riceve più le lettere della bambina, vuole uscire dal carcere per sapere che fine ha fatto, e si piega a firmare la confessione piena. Uscito, rivede Nancy che fa la spogliarellista al Kadie's Bar e la salva nuovamente dalle grinfie di Roark Junior, curato dai medici dopo le gravissime ferite infertegli da Hartigan otto anni prima (tuttavia le cure lo hanno fatto divenire totalmente di colore giallo, donde il titolo Quel bastardo giallo, That Yellow Bastard). Infine, dopo aver ucciso il Roark, Hartigan allontana Nancy e si uccide. Spesso, specie quando è colpito dai sintomi dell'angina pectoris, Hartigan dice a se stesso Lucky, old man!, tradotto in italiano con Avanti, vecchio!: la stessa frase compare anche in un'altra serie disegnata da Frank Miller, Batman:il ritorno del cavaliere oscuro. Nella versione cinematografica del fumetto, girata da Robert Rodriguez nel 2005, la parte di Hartigan viene interpretata da Bruce Willis.

## Protagoniste femminili
- Goldie e Wendy. Bellissime gemelle identiche, prostitute e leader della comunità della Città vecchia. Poco si sa di Goldie, che viene uccisa da Kevin nel (Un duro addio) dopo essersi offerta a Marv in cerca di protezione. Wendy è un duro capo, irascibile, ed è pronta a tutto per vendicare ogni torto fatto alle ragazze della Città vecchia. Marv avendo frequentato Goldie riconosce che lei era quella dall'animo più gentile. Inizialmente Wendy crede che Marv sia l'assassino di sua sorella, ma dopo averlo catturato e pestato capisce che si stava sbagliando. Decide così di aiutarlo nella ricerca dell'assassino di Goldie. Wendy standogli vicino, comprende che Marv, amava davvero Goldie e che niente lo fermerà dal vendicarsi dei responsabili che l'hanno uccisa. Wendy sembra provare una punta d'invidia nel vedere quanto Marv amasse sua sorella Goldie. Alla fine del racconto, Wendy è l'ultimo visitatore che Marv riceve in carcere prima dell'esecuzione, trascorre la notte con lui e gli dice che può chiamarla con il nome della sorella. Goldie e Wendy nella versione cinematografica e nel sequel sono interpretate da Jaime King.
- Nancy Callahan. Personaggio femminile fondamentale del fumetto, compare praticamente in tutti gli episodi della serie, dal volume I (Un duro addio) al volume VI (Alcol, pupe & pallottole). È la principale attrazione del Kadie's Bar, uno dei locali più malfamati della malfamata Basin City. Spogliarellista, danzatrice esotica, donna bellissima oltre che intelligentissima, ha 19 anni ed ogni volta che un personaggio entra nel Kadie's Bar, Frank Miller dedica intere pagine di disegni in black and noir alla conturbante ragazza e al suo lazo. All'età di 11 anni la piccola Nancy, residente con i genitori in una casa popolare in prossimità del porto di Basin City, viene rapita dagli sgherri di Roark Junior, figlio unigenito del senatore Roark (nel volume IV, Quel bastardo giallo) e sta per essere violentata e fatta a pezzi, quando il poliziotto in pensionamento John Hartigan la salva rischiando la sua stessa vita, e subendo in seguito l'arresto con l'accusa falsa di aver violentato lui la ragazzina, diffusa dal senatore Roark per scagionare il figlio. La ragazzina, costretta a nascondere la verità, rimane tuttavia legata al suo liberatore in carcere, e 8 anni dopo, all'uscita di Hartigan dal carcere, i due si ritrovano per l'ultima lotta contro Roark Junior. Di Nancy sappiamo che è il sogno proibito dei molti falliti che frequentano il Kadie's Bar, tra i quali troviamo Marv e una tantum anche Dwight McCarthy. La sua figura si discosta da quelle delle prostitute della Città Vecchia: Nancy è infatti quasi una figura "casta", una ragazza che segue gli studi universitari e che esercita la professione di ballerina per raggranellare denaro. Nella versione cinematografica del fumetto, girata da Robert Rodriguez nel 2005, la parte di Nancy è interpretata da Makenzie Vega (la bambina undicenne) e da Jessica Alba (la ragazza diciannovenne).
- Gail. Prostituta dominatrice, è una delle leader della Città vecchia seconda solo a Goldie e Wendy. Indossa vestiti di pelle, calze a rete e borchie di metallo (e occasionalmente maschere bondage), ha un rapporto di amore/odio con Dwight McCarthy; in Una donna per cui uccidere, quando le ragazze della Città vecchia sono indecise se uccidere o no Dwight, Gail afferma che lui è l'unico uomo che abbia mai amato e che se muore vuole morire anche lei. Gail, nonostante il suo comportamento duro e violento, possiede anche un lato sentimentale e fragile, che mostra solo quando è sola con Dwight per il grande amore che prova per lui. La sua arma preferita è un fucile mitragliatore Uzi. Nella versione cinematografica e nel sequel è interpretata da Rosario Dawson.
- Miho (ミホ?).

(Frank Miller, Sin City)
 Miho è uno dei personaggi più caratteristici dell'intero fumetto. È una ragazza della Città Vecchia di Basin City, una prostituta giapponese di bassa statura ma ciò nonostante una letale samurai. Rappresenta l'antitesi del cannibale Kevin, the good demon, il demone buono, la forza invincibile del "bene". Come Kevin, Miho è inespressiva, muta e non mostra mai le proprie emozioni. Dwight McCarthy è il solo a capire quello che lei prova. Nella versione cinematografica del fumetto del 2005 la parte di Miho è interpretata da Devon Aoki, mentre nel sequel del 2014 è interpretata da Jamie Chung.

## Altri personaggi
- Lucille. Con un fisico con il suo, non so perché sia lesbica. Questo è il commento di Marv praticamente all'inizio del volume I (Un duro addio), quando si reca a casa della sua assistente sociale e garante della libertà vigilata. Lucille, avvocatessa/poliziotta bellissima e lesbica, compare sia nel volume I, dove viene rapita dal cannibale Kevin e salvata da Marv, che nel volume IV (Quel bastardo giallo), dove è l'avvocato difensore di John Hartigan. Si distingue nel mare di corruzione delle forze dell'ordine di Basin City per la sua onestà a tutti i costi (picchia anche Hartigan quando si decide a firmare la falsa confessione della violenza su Nancy). Nella versione cinematografica del fumetto, girata da Robert Rodriguez nel 2005, la parte di Lucille è interpretata da Carla Gugino.
- Kevin. È the evil demon, il demone cattivo, secondo quanto ha detto Frank Miller stesso, in contrapposizione al demone buono che è la piccola e letale Miho. Scagnozzo della famiglia Roark, è un ragazzo cannibale conosciuto dal cardinale Roark in confessione. Compare in una scena del volume IV, Quel bastardo giallo, ambientata prima del resto della serie, quando lo si vede che legge una Bibbia in un angolo durante il rapimento di Nancy da parte degli sgherri di Roark Junior. Nel volume I (Un duro addio), si racconta la sua escalation di assassino cannibale: rapisce la prostituta Goldie per ucciderla, ma lei riesce a scappare e ad incontrare Marv. Tuttavia, nella notte lo stesso Kevin entra molto furtivamente nella stanza e uccide silenziosamente la ragazza. In seguito rapisce anche Lucille, l'agente vigilante di Marv, e Wendy, la sorella gemella di Goldie. Ma Marv lo trova nella Fattoria, una vecchia e famigerata fattoria della famiglia Roark dove lui si è accampato, e lo tortura per poi ucciderlo. Kevin indossa scarpe All Stars della Converse di ignoto colore (non appare in tavole a colori), una maglietta di Charlie Brown dei Peanuts, ed è esperto in arti marziali; nelle sue mani al posto delle unghie sono presenti degli artigni che usa come armi. Oltre ad essere cannibale, appende le teste delle sue vittime al murocome dei trofei di caccia ed ha un lupo come animale domestico. Nella versione cinematografica del fumetto, girata da Robert Rodriguez nel 2005, la parte di Kevin è interpretata da Elijah Wood.
- Sua Eminenza Patrick Henry Roark. Fratello del senatore Roark e zio di Roark Junior, soprannominato A Man of the Cloth, compare la prima e l'ultima volta nel volume I (Un duro addio). Fu una volta medico e cappellano militare nella seconda guerra mondiale (1939-1945) o nella guerra di Corea (1950-1953). Divenne un cardinale di Santa Romana Chiesa per interessamento del fratello (che lo considera un esaltato, come dirà nel volume IV), del quale da allora contribuì all'ascesa al potere. Dopo aver conosciuto in confessione il cannibale Kevin, inizia a condividere con lui le pratiche cannibaliche ed incappa così nella cieca vendetta di Marv, che farà a pezzi il misero vecchio nella sua stessa villa, il quale lo accuserà di essere un folle per avere mangiato carne umana. Nella versione cinematografica del fumetto, girata da Robert Rodriguez nel 2005, la parte del cardinale Roark è interpretata da Rutger Hauer.
- Ava Lord. Femme fatale ed anti-eroina della serie per eccellenza, è una vecchia fiamma di Dwight McCarthy. Compare nel volume II, Una donna per cui uccidere (A Dame To Kill For), a cui dà anche il nome. Dopo aver lasciato Dwight, si è sposata con il ricco Damien Lord, e gira protetta dal grosso Manute, suo chauffeur e guardia del corpo, a bordo di una Ford Mustang. Dwight racconta che in passato Ava era una donna dolce e gentile e che entrambi si amavano molto, ma la sete di potere e il denaro hanno finito per corromperla, trasformandola in una donna, subdola e calcolatrice. Poco dopo avere lasciato Dwight e aver sposato Damien Lord, Ava iniziò a fare i suoi progetti per salire al potere per diventare così una delle donne più ricche e influenti di Sin City. La guardia del corpo Manute spiega che Ava ha conquistato il cuore di molti uomini, e che dopo averli usati per i suoi scopi li ha scartati facendoli impazzire o portandoli al suicidio. La capacità di Ava sembra infatti quella di capire il desiderio interiore di un uomo e di come servirsene. Tutto ciò fa dedurre che Ava soffra anche di delirio di onnipotenza. Nella versione cinematografica del fumetto, girata da Robert Rodriguez nel 2012, la parte di Ava Lord è interpretata da Eva Green.
- Senatore Roark. Uno dei detentori del potere a Sin City. All'inizio è il sindaco ed ottenne la carica di senatore grazie all'influenza di suo fratello Sua Eminenza Patrick Henry Roark. Si presenta subito come un individuo meschino, malvagio, subdolo e senza scrupoli il quale non si fa problemi a schiacciare e uccidere chi tenta di ostacolarlo. Detto dalle sue parole, ha fatto eliminare dozzine di poliziotti e investigatori onesti in passato hanno cercato di smascherarlo e fermare i suoi affari. È il padre di Junior Roark: il pedofilo serial killer. Col suo potere ha sempre protetto il figlio dalla polizia lasciando che agisse indisturbato. Sembra ossessionato dal desiderio di far proseguire la dinastia dei Roark, il quale spera che Junior possa dargli un nipote al momento opportuno. Prova un profondo odio verso Hartigan, definendolo lo sbirro più coriaceo da eliminare poiché nonostante tutti i tentativi di fermarlo, ha raggiunto il figlio per poi mutilarlo.
- Terzo fratello Roark. Nei fumetti si accenna che oltre al senatore Roark e Patrick Henry Roark, ci sia un terzo Roark. Di lui tuttavia non si sa quasi nulla al riguardo, tranne che si tratta di un sindaco e non sembra essere preso in considerazione dal resto della famiglia.